# Moritz Hauptmann
Moritz Hauptmann, född 13 oktober 1792 i Dresden, död 3 januari 1868 i Leipzig, var en tysk musikteoretiker och tonsättare.

## Biografi
Hauptmann undervisades av bland andra Francesco Morlacchi och Ludwig Spohr, inträdde 1812 som violinist vid hovkapellet i Dresden, 1813 vid det i Wien och var 1815–20 privatmusiklärare hos furst Nikolaj Repnin-Volkonskij i Ryssland. År 1822 anställdes han i hovkapellet i Kassel, och 1842 blev han på Spohrs och Felix Mendelssohns särskilda rekommendation kantor i Thomasskolan i Leipzig samt 1843 lärare i musikteori vid musikkonservatoriet i samma stad.  
Hauptmann ansågs vara en av sin tids främsta musikpedagoger, och bland hans över 300 elever kan nämnas nämnas Friedrich Kiel, Joseph Joachim, Hans von Bülow, Albert Rubenson, Fredrik Pacius och Edvard Grieg. Förutom en opera (Mathilde, 1826) och diverse instrumentalmusik skrev han bland annat motetter, mässor, kanon, kvartetter för blandade röster och duetter. 
Hauptmann var dock mest betydelsefull som musikteoretiker och hans huvudarbete, Die Natur der Harmonik und Metrik (1853, andra upplagan 1873), är ett försök till en rationell harmonilära. En grundtanke hos honom är, att "varje förståndig formation beror ursprungligen på en given motsats". Som polära motsatser uppställer han durtreklangen och molltreklangen. Vid framställningen av motsatserna och deras förmedling är han påverkad av Friedrich Hegels dialektiska metod. Han inlade en stor förtjänst genom sina analyser över fugan. 
Efter Hauptmanns död utgavs Die Lehre von der Harmonik (av Oscar Paul, 1868), Briefe an Franz Hauser (av Alfred Schöne, 1871), Opuscula (av Hauptmanns son, 1874) och Briefe an Ludwig Spohr (av Ferdinand Hiller, 1916). Hauptmann invaldes 1865 som ledamot av Kungliga Musikaliska akademien i Stockholm.